# 100267 JAXA
جاي أي أكس أي (ويعرف أيضًا باسم 100267 جاي أي أكس أي وفق تسمية الكوكب الصغير) (بالإنجليزية: JAXA)‏ هو كويكب ضمن حزام الكويكبات؛ وترتيبه 100267 من حيث الاكتشاف.
اكتُشف هذا الجُرم الفلكي بواسطة هيروشي أراكي في 14 أكتوبر 1994، وأُطلق عليه هذا الاسم نسبةً إلى منظمة استكشاف الفضاء اليابانية.

## وصلات خارجية
- 100267 JAXA في قاعدة بيانات مختبر الدفع النفاث لأجرام النظام الشمسي الصغيرة

- الاكتشاف · مخطط المدار ·  العناصر المدارية · المعلمات المادية

- 100267 JAXA على موقع ويكي سكاي: DSS2, SDSS, GALEX, IRAS, Hydrogen α, X-Ray, Astrophoto, Sky Map, Articles and images